# Friedrich Andreas Hallbauer

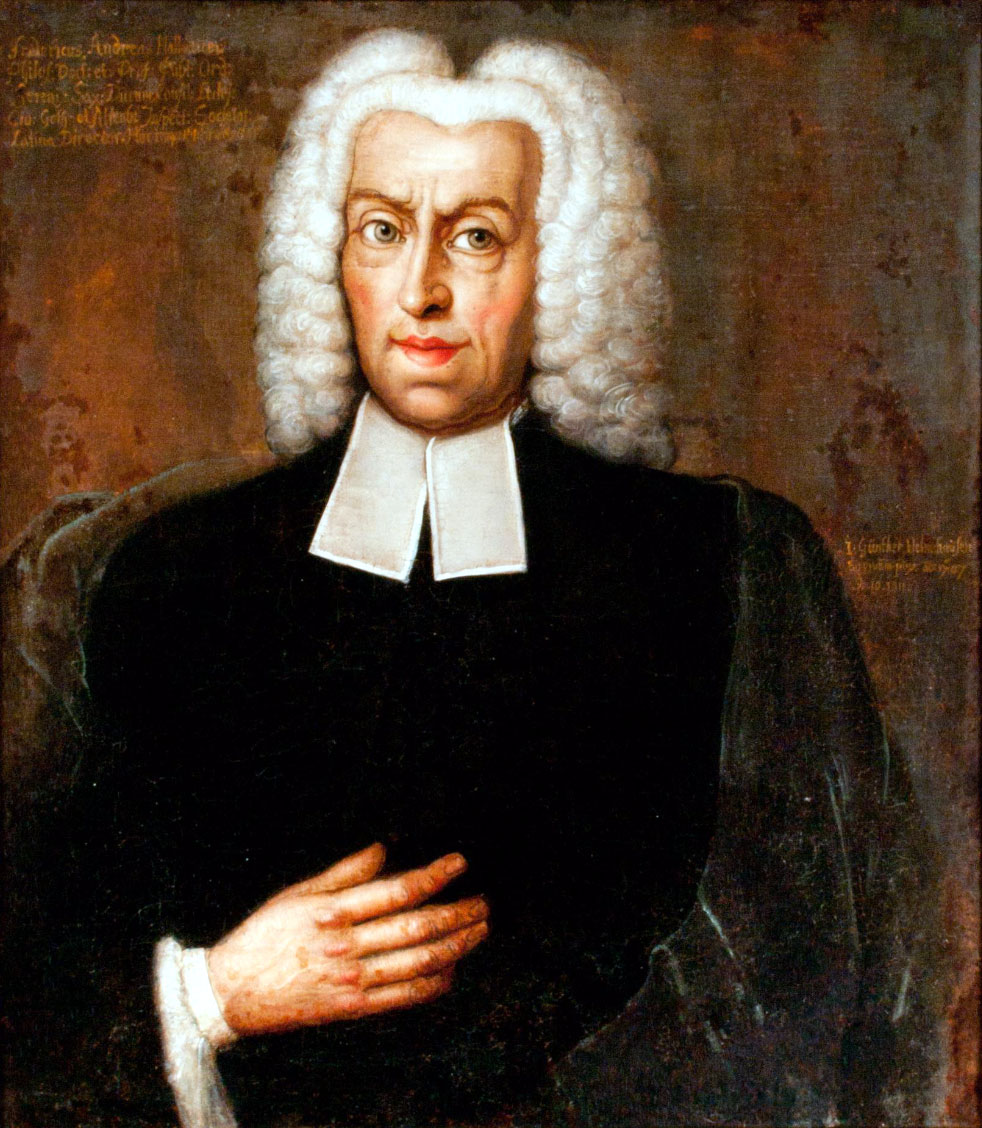
Friedrich Andreas Hallbauer

Friedrich Andreas Hallbauer (* 13. September 1692 in Allstedt; † 1. März 1750 in Jena) war ein deutscher lutherischer Theologe.

## Leben
Hallbauer war der Sohn des gleichnamigen Chirurgen Friedrich Andreas Hallbauer und dessen Frau Anna Dorothea Gruner. Nach dem Besuch der Schule seiner Geburtsstadt kam er auf die Lateinschule des Waisenhauses in Halle, wo er ein Schüler von August Hermann Francke wurde. 1710 wechselte er an das Gymnasium in Calbe. 1712 war er kurzzeitig an der Universität Halle und immatrikulierte sich am 25. April 1712 an der Universität Jena, um ein Theologiestudium zu absolvieren. Dieses Studium setzte ein philosophisches Grundstudium voraus, wobei er Vorlesungen von Johann Friedrich Wucherer (* 4. August 1682 in Meiningen; 6. Februar 1737 ebd.), Johann Jacob Syrbius, Johann Andreas Danz, Johann Reinhard Rus und Burkhard Gotthelf Struve verfolgte. Nachdem er am 12. Dezember 1715 den akademischen Grad eines Magisters der Philosophie erworben hatte, verfolgte er theologische Vorlesungen bei Michael Förtsch, Johann Franz Buddeus und Jesaias Friedrich Weissenborn.
Nebenher beteiligte er sich am Vorlesungsbetrieb der Salana und wurde am 2. August 1721 Adjunkt der philosophischen Fakultät. 1731 erhielt er die Professur der Rhetorik und Dichtkunst, wurde 1735 Direktor der lateinischen Gesellschaft in Jena und 1738 erhielt er zudem eine außerordentliche Professur der Theologie. Mit letzterer war die Aufsicht der Altenburger und Eisenacher Stipendiaten verbunden, zudem wurde er Sachsen-Eisenacher Kirchenrat. Nachdem er am 3. Juni 1740 zum Doktor der Theologie promoviert worden war, wurde er ordentlicher Professor der Jenaer theologischen Fakultät. Hallbauer beteiligte sich an den organisatorischen Aufgaben der Jenaer Hochschule. So war er dreimal Dekan der philosophischen Fakultät, Dekan der theologischen Fakultät im Sommersemester 1734, sowie in den Wintersemestern 1742 und 1746 Rektor der Alma Mater. An den Folgen eines Blutsturzes starb er schließlich.
Hallbauer gehörte zu den Theologen der ausgehenden lutherischen Orthodoxie und setzte sich mit den pietistischen Bestrebungen des Nikolaus Ludwig von Zinzendorf auseinander. Geschätzt wurden zu seiner Zeit besonders seine Abhandlungen zu Homiletik.
Hallbauer heiratete im Oktober 1731 Elisabetha Ernestina Kellner, die Tochter des Kanzlers und Konsistorialdirektor in Eisenach Bartholomäus Kellner (1666 in Erfurt, † 15. Januar 1752 in Eisenach). Aus der Ehe stammt nur die Tochter Wilhelmina Fides Friederika Halbauer (* 21. Oktober 1732 in Jena; † 26. Juni 1805 ebd.), welche am 27. Dezember 1753 Johann Ernst Immanuel Walch heiratete. Die Ehe blieb kinderlos.

## Werke (Auswahl)
- Diss. de Luthero, politioris litteraturae cultore et aestimatore. Jena 1717.
- Jenaische Jubelfreude, oder historische Nachricht, wie 1717 das evangelische Jubelfest hierselbst gefeiert worden. Jena 1717.
- Diss. Commentationes philologicae in quaedam loca Novi Test. Jena 1721.
- Diss. Sacra in profanis s. res scriptura sacrae in scriptoribus gentilibus obviae. Jena 1722.
- Erstes Zehenden der auf der Jenaischen Academie gehaltenen Parentationen; nebst einer Vorrede. Jena 1724.
- Anderes Zehenden der auf der Jenaischen Academie gehaltenen Parentationen, nebst einer fortgesetzten Anweisung; zum parentiren. Jena 1726.
- Drittes Zehenden der auf der Jenaischen Academie gehaltenen Parentationen nebst einer Vorrede von den Regeln Parentationen zu schreiben und zu halten. Jena 1728.
- Anweisung zur verbesserten Teutschen Oratorie, nebst einer Vorrede von den Mängeln der Schul-Oratorie. Jena 1725.
- Collectio praestantissimorum opuseulorum de imitatione oratoria, Desiderii Erasmi, Andr. Jul. Dornmeieri, Jo. Pici Mirandulani, Petri Bembi, Angeli Politiani, Pauli Cortesii etc. Cum praefatione de sectis imitatorum. Jena 1726.
- Einleitung in die nützlichsten Uebungen des Lateinischen Styli, nebst einer Vorrede von den Mitteln, zur wahren Beredsamkeit zu gelangen. Jena 1726 Jena 1730.
- Die drey merkwürdigften Glaubens-Bekänntuisse, welche beym Anfange der Reformation aufgefetzet worden, als 1.) das Augspurgische Glaubens -Bekänntniss; 2.) die 17 Torgauischen Artikel; 3.) D. Luther’s eignes 1529 gedrucktes Bekänntniss. Nebst einer Vorrede vom Ursprunge und Fortgange des Papstthums, und von der Reformation. Jena 1730.
- Progr. de fontibus eloquentiae. Jena 1731.
- Diss. sistens profana in sacris, h. e. specimen illorum, quae ex scriptoribus profanis in sanctioribus novi foederis tabulís obvia sunt. Jena 1735.
- Progr. Vindiciae trium dictorum N. T. Luc. XXIII, 34. Apoc. XIIII, 13. Rom. VIIII, 5, ab interpunctione minus congrua. Jena 1736.
- Laudes N. C. Lynckeri. Jena 1737.
- Progr. funebre in obitum Burcardi Gotth. Struvii. Jena 1738.
- Progr. de variis linguarum perfectionibus. Jena 1739.
- Progr. funebre ad ultimum honorem G. C. Stellwagii. Jena 1740.
- Progr. de Jesu Nazaraeo, Messia, ex virgine nato. Jena 1741.
- Progr. de hodierno fratrum Moravorum coetu, nec priscis Fratrum Unitatis nec Evangelicis Ecclefiis adscribendo. Jena 1744.
- Progr. Filius Dei mundi creator et pater hominum. Jena 1746.
- Kurze Vorschläge zu nöthiger Verbesserung des Schulwesens. Jena und Weißenfels 1746.
- Progr. Jesus Christus Dominus noster etc. Jena 1747.
- Diss. Zinzendorfiana dogmata rei Christianae esse noxia ostendit etc. Jena 1748.
- Christus pulcherrimus hominum, Psalm. XLV. Jena 1749.